# Groß Gerungs
Groß Gerungs osztrák város Alsó-Ausztria Zwettli járásában. 2019 januárjában 4475 lakosa volt. 

## Elhelyezkedése

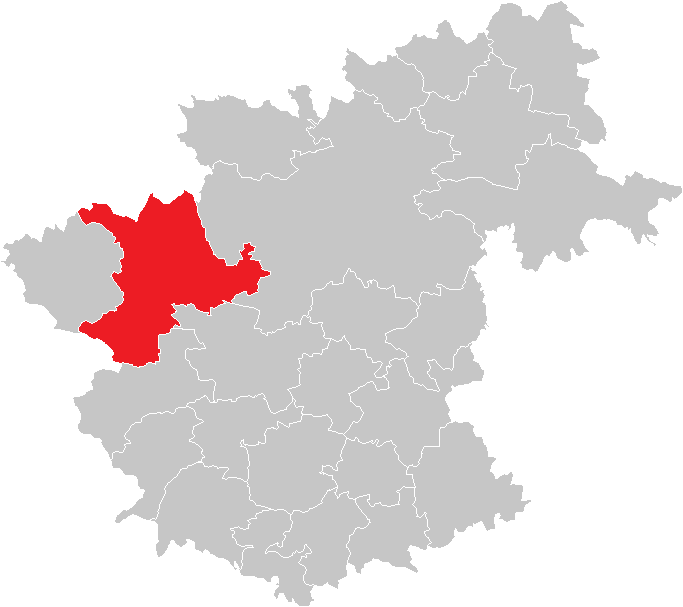
Groß Gerungs a Zwettli járásban

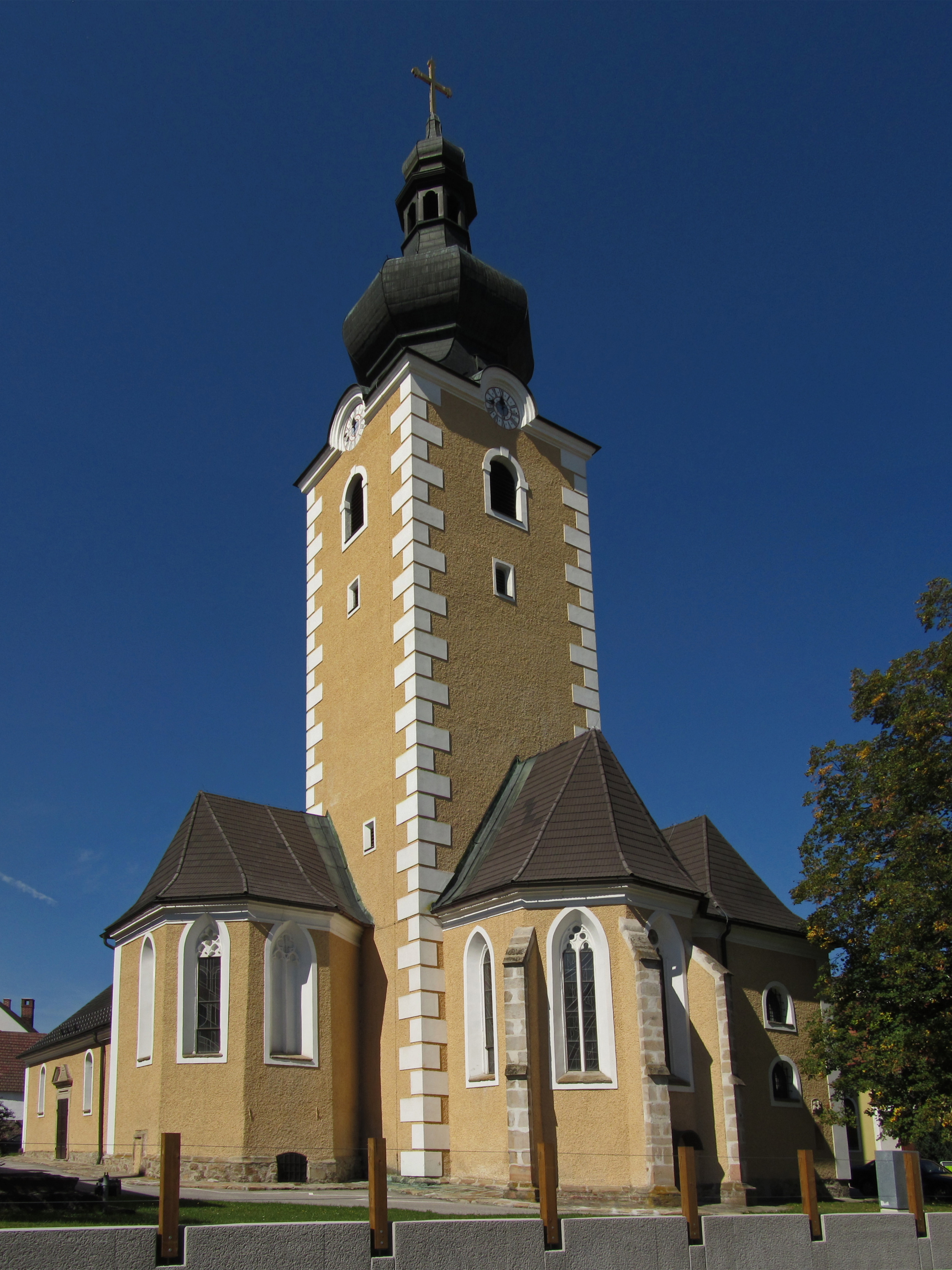
A Szt. Margit plébániatemplom

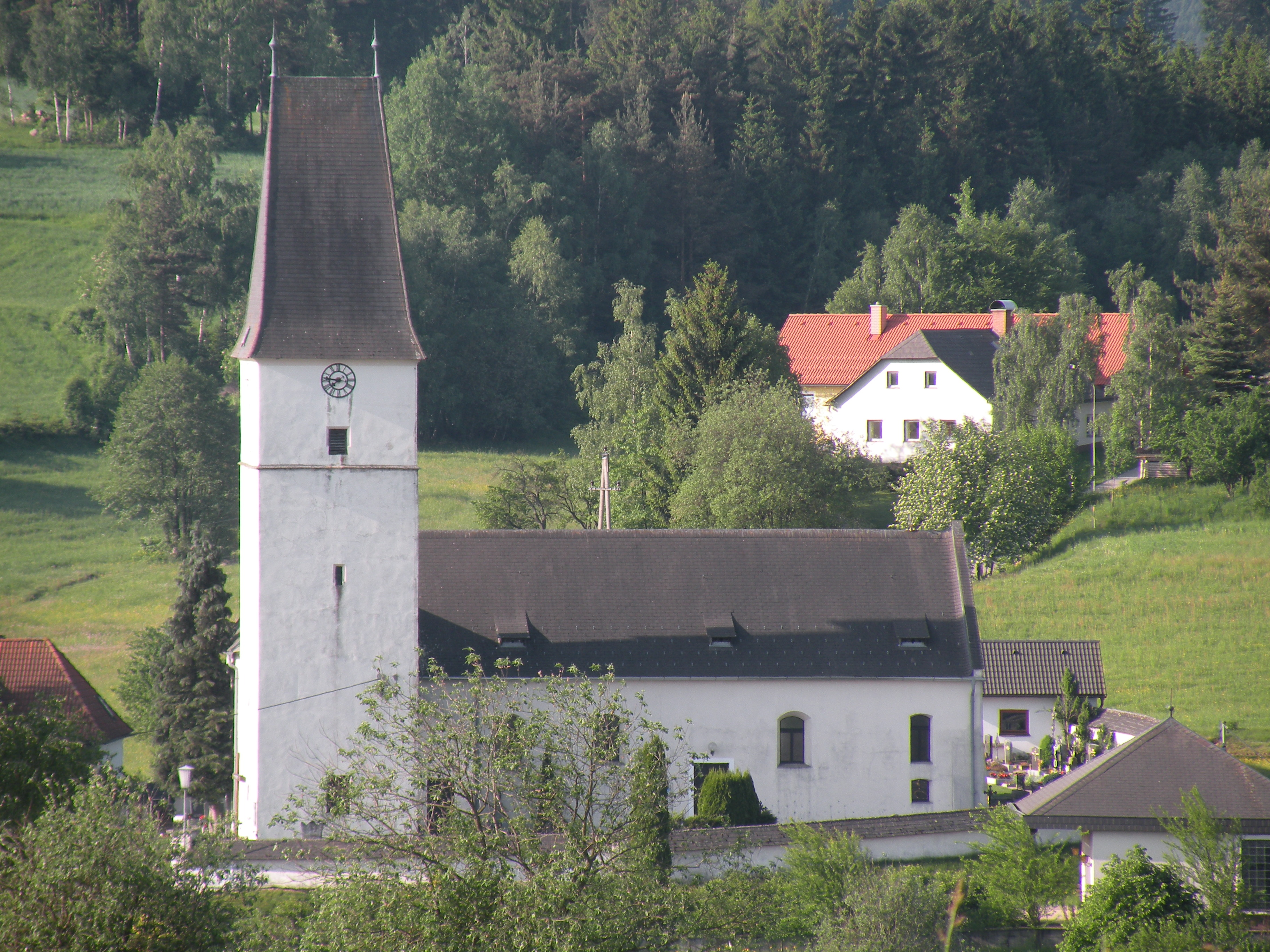
A groesbachi Szt. Miklós-templom

Groß Gerungs Alsó-Ausztria Waldviertel régiójában fekszik a Gerungsbach és a Zwettl folyók találkozásánál. Területének 38,7%-a erdő. Az önkormányzat 41 településrészt és falut egyesít: Aigen (34 lakos 2018-ban), Albern (42), Antenfeinhöfe (27), Blumau (23), Böhmsdorf (82), Dietmanns (93), Egres (67), Etlas (14), Etzen (164), Frauendorf (83), Freitzenschlag (118), Griesbach (239), Groß Gerungs (1102), Groß Meinharts (124), Haid(70), Harruck (98), Häuslern (43), Heinreichs (72), Hypolz (62), Josefsdorf (32), Kinzenschlag (52), Klein Gundholz (57), Klein Reinprechts (30), Klein Wetzles (101), Kotting Nondorf (53), Marharts (40), Mühlbach (43), Nonndorf (88), Ober Neustift (235), Ober Rosenauerwald (388), Oberkirchen (53), Preinreichs (44), Reitern (22), Schall (20), Schönbichl (92), Siebenberg (51), Sitzmanns (112), Thail (231), Wendelgraben (40) és Wurmbrand (115). A kataszteri közösségek Aigen, Albern, Blumau, Böhmsdorf, Dietmanns, Egres, Etlas, Etzen, Frauendorf, Freitzenschlag, Griesbach, Groß Gerungs, Groß Meinharts, Haid, Harruck, Häuslern, Heinreichs, Hypolz, Josefsdorf, Klein Gundholz, Klein Reinprechts, Kleinwetzles, Kottingnondorf, Marharts, Mühlbach, Nonndorf, Oberkirchen, Ober Neustift, Oberrosenauerwaldhäuser, Preinreichs, Schönbichl, Siebenberg, Sitzmanns, Thail, Wendelgraben és Wurmbrand.
A környező önkormányzatok: nyugatra Langschlag, északnyugatra Bad Großpertholz, északra Großschönau, keletre Zwettl, délkeletre Rappottenstein, délre Arbesbach, délnyugatra Liebenau (Felső-Ausztria).

## Története
Groß Gerungsot a 12-13. század fordulóján alapította Stiefern-Arnstein család, a befolyásos Kuenring-família rokonai. Első említése 1261-ből származik. A Stiefern-Arnsteinek 1300 körül kihaltak, korábbi birtokaikat szétosztották. Groß Gerungs a Volkensdorfokhoz került, akiket a Maissau, majd 1416-ban a Dachsberg nemzetség követte. Tőlük 1423-ban a Starhembergek örökölték, akik már a szomszédos Rappottensteint is uralták; tőlük később a Landauakhoz került. Ez a két család protestánssá vált és 1562-1628 között Groß Gerungsnak is protestáns lelkésze volt; ekkoriban a Waldviertelben itt volt a legmagasabb a lutheránusok aránya. A 16. században vára a zwettli préposté lett, állaga leromlott. 1664-ben a Abensperg-Traun birodalmi grófok szerezték meg a birtokot. 
A település elsősorban a mezőgazdaságból élt, iparosai is legfeljebb a helyi piacra termeltek. Kisebb nevezetességet jelentett a gerungsi marhavásár, még egy marha fajtát, a Germsert is elneveztek róla. Az első ipari létesítményeket a 19. század közepén alapították: 1854-ben egy len- és pamutvászongyárat, amely a század végére tönkrement. A sörfőzés is jelentős volt, amelynek hagyományai a 17. századra mennek vissza. 
1428-ban a husziták kifosztották és felgyújtották a települést. A harmincéves háború során 1619-ben a császári csapatok, 1645-ben pedig a svédek égették fel. A napóleoni háborúk idején 1809-ben francia csapatokat szállásoltak el itt. A második világháborúban 1945. május 9-én vonultak be Groß Gerungsba a szovjetek. Mezővárosi jogait 1430-ban, városi státuszát 1983-ban szerezte. 

## Lakosság
A Groß Gerungs-i önkormányzat területén 2019 januárjában 4475 fő élt. A lakosságszám 1910-ban érte el csúcspontját 5895 fővel, azóta lassú, de folyamatos csökkenés tapasztalható. 2016-ban a helybeliek 98,1%-a volt osztrák állampolgár; a külföldiek közül 0,4% a régi (2004 előtti), 0,2% az új EU-tagállamokból érkezett. 2001-ben a lakosok 97,5%-a római katolikusnak, 1,3% pedig felekezeten kívülinek vallotta magát. 
A lakosság számának változása:

| 2016 | 4 515 |
| 2018 | 4 506 |

## Látnivalók
- a Szt. Margit-plébániatemplom

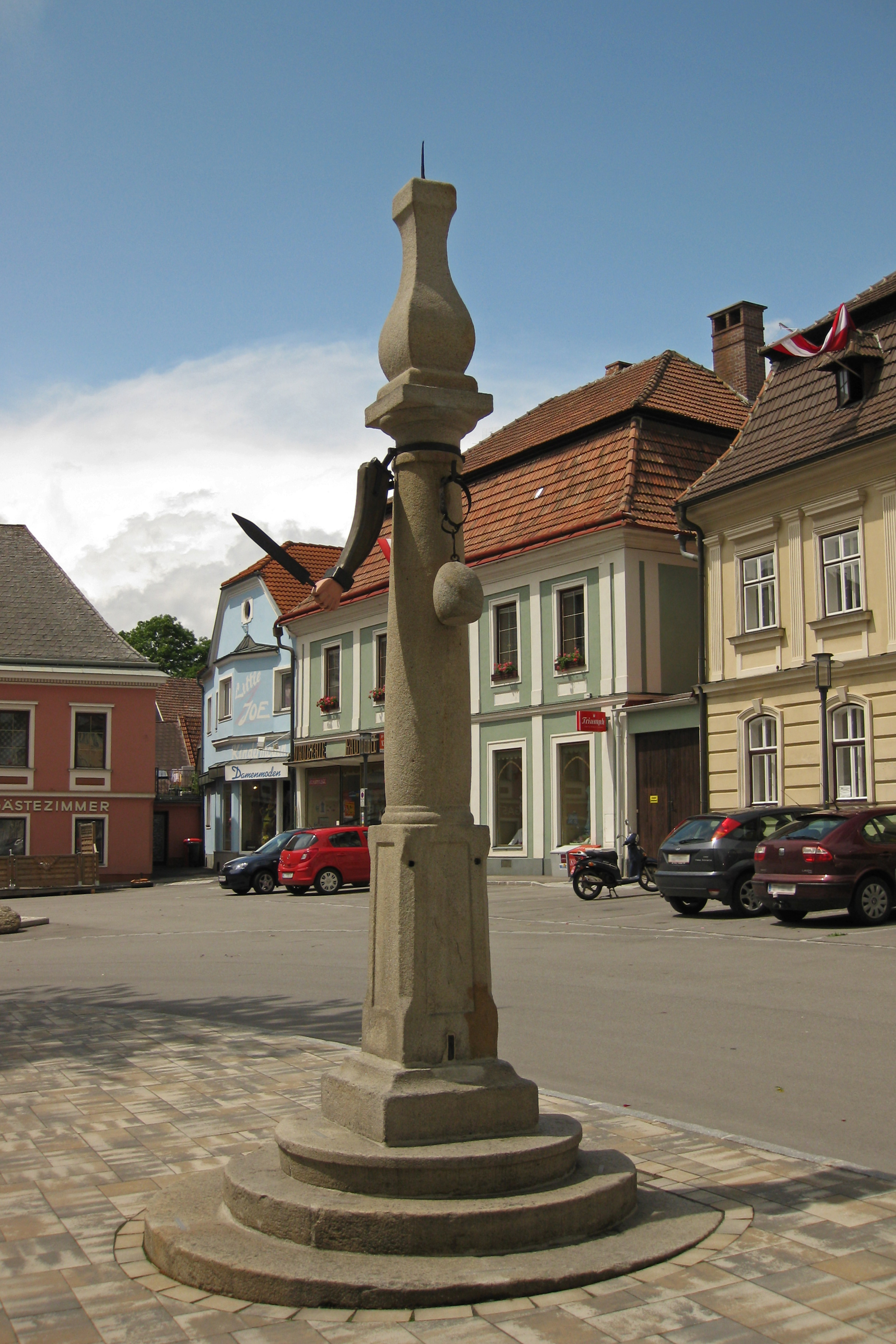
A főtéri pellengér

- az etzeni Szt. Lőrinc-plébániatemplom
- a griesbachi Szt. Miklós-plébániatemplom
- a barokk Mária-oszlop és a 17. századi pellengér a főtéren.
- a 6,8 m magas, ismeretlen eredetű kőpiramis az Ober Neustift melletti erdőben

## Híres Groß Gerungs-iak
- Josef Haslinger (1955-) író

## Fordítás
- Ez a szócikk részben vagy egészben  a   Groß Gerungs című német Wikipédia-szócikk ezen változatának fordításán alapul.  Az eredeti cikk szerkesztőit annak laptörténete sorolja fel. Ez a jelzés csupán a megfogalmazás eredetét és a szerzői jogokat jelzi, nem szolgál a cikkben szereplő információk forrásmegjelöléseként.